# Anton Grandert

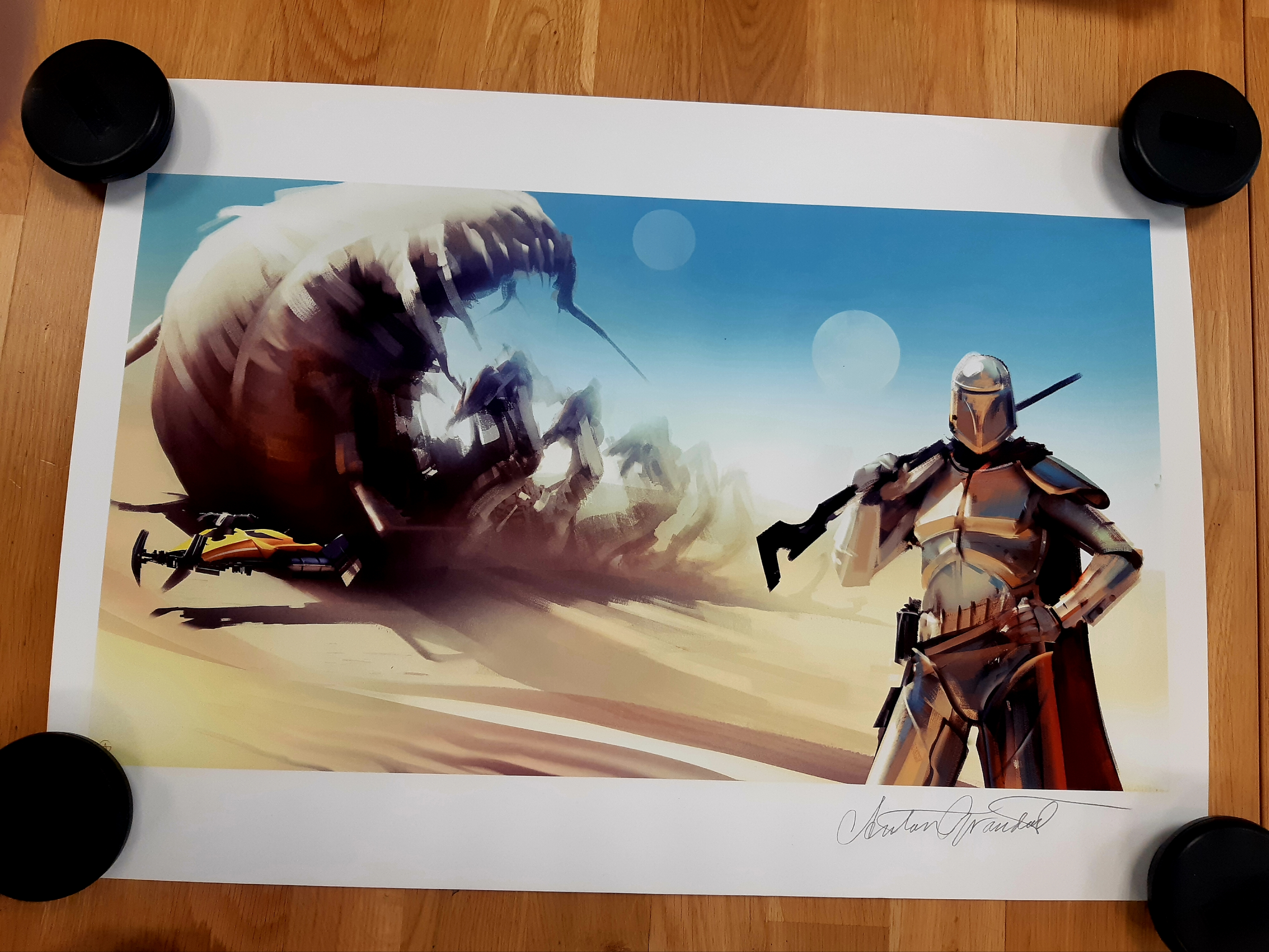
Star Wars-inspirerad tavla av Anton Grandert

Anton Grandert, född 1977 i Norrtälje, är en svensk konstnär och designer som främst gjort sig känd som designer i Star Wars tv-serierna The Mandalorian, Obi-Wan Kenobi och The Book of Boba Fett.

## Barndom och uppväxt
Granderts fascination av Star Wars började när han var 6-8 år gammal och redan i samma ålder började han illustrera Star Wars som ett sätt att djupdyka in i den världen ännu mer. Filmerna gjorde ett starkt intryck på den unge Grandert och karaktären Luke Skywalker kom i synnerhet att bli en karaktär han identifierade sig med. Grandert gick på gymnasiet Södra Latin i Stockholm och valde initialt att utbilda sig inom musik och studerade i Stockholm, Piteå och Australien.

## Tidig karriär
Grandert siktade initialt in sig på en musikalisk karriär som trombonspelare. Men med tiden kom han att tröttna och valde att sadla om för att fokusera på konst och design. Initialt gjorde Grandert frilansuppdrag och desginade bland annat omslag till musikalbum. Grandert sökte in till ett flertal konstutbildningar men blev inte antagen till någon. Det var vid denna tid som Grandert fick kontakt med illustratören och grafiska designern Charlie Norrman som blev hans mentor. Norrman uttryckte i en intervju gällande Grandert att "Jag har under många år jobbat som lärare på olika konstskolor i Sverige, men när jag kollade i Antons portfolio, såg jag direkt att han inte behövde gå på en sådan. Det jag istället gav honom var lite vägledning och goda råd." 

## Dice
2011 blev Grandert anställd av spelföretaget Dice där han kom att jobba med att designa spelmiljöer i spel som Mirror's Edge, Battlefield och Star Wars Battlefront. Tiden i Dice kom att bli viktig för Granderts vidare arbete då han under denna period kom att designa hela miljöer, något som vid tidpunkten fortfarande var ovanligt inom film.

## Star Wars
Det var genom sitt arbete med spelserien Star Wars Battlefront som Grandert kom att komma i kontakt med Lucasfilms kreativa chef Doug Chiang som i sin tur föranledde att företaget anställde honom som designer. Granderts arbete i Star Wars-serierna sker generellt i ett tidigt skede och börjar oftast med att Grandert får en text tilldelad sig som denne skall omvandla till något visuellt. Specifikt designar Grandert allt från städer till fordon och hela planeter. Detta arbete gör han tillsammans med ett femtontal andra designer utspridda runt om i världen. Granderts originalskisser kan ses i eftertexterna i serierna The Mandalorian och The Book of Boba Fett. Som nämnts tidigare är det ovanligt inom film att designa hela miljöer utöver det som syns på skärmen, men i Granderts arbete har det varit en naturlig del att designa även det utanför skärmen då Lucasfilm hämtat inspiration från spelvärlden genom att bland annat använda sig av Unreal motorn vid inspelning. Sin inspiration hittar Grandert bland annat i sitt eget liv. Grandert har till exempel jämfört Obi-Wan Kenobis relation till Luke Skywalker med relationen till sin egen son. Annan inspiration hämtar Grandert från musik, däribland klassisk musik såsom Stravinsky men även filmmusik.

## Priser och utmärkelser
2022 - Norrtäljes kulturpris 
2024 - The 2024 Concept Art Award 